# Tony Curtis
Tony Curtis (tên lúc sinh là Bernard Schwartz; 3 tháng 6 năm 1925 – 29 tháng 9 năm 2010) là một diễn viên điện ảnh người Mỹ có sự nghiệp kéo dài sáu thập kỷ nhưng đã đạt được đỉnh cao trong sự nghiệp vào những năm 1950 và đầu những năm 1960. Ông đã diễn xuất trong hơn 100 bộ phim với vai trò bao gồm nhiều thể loại, từ hài nhẹ đến kịch nghiêm túc. Trong những năm cuối đời, ông xuất hiện rất nhiều lần trên truyền hình.
Mặc dù các vai diễn điện ảnh đầu tiên của ông chủ yếu tận dụng vẻ ngoài điển trai của ông, nhưng vào nửa cuối thập niên 1950, ông đã thể hiện được trình độ diễn xuất trong nhiều vai diễn kịch và hài. Trong những phần đầu tiên của mình, ông đã tham gia một chuỗi các bộ phim không có nhiều tên tuổi lắm, bao gồm swashbucklers, phương tây, hài kịch nhẹ, phim thể thao và nhạc kịch. Tuy nhiên, đến lúc ông đóng vai chính Houdini (1953) với vợ ông Janet Leigh, nhà phê bình David Thomson nói rằng diễn xuất của ông đã tiến bộ rất nhiều.
Ông đã đạt được sự công nhận đầu tiên với tư cách là một diễn viên kịch trong  Sweet Smell of Success  (1957) với bạn diễn Burt Lancaster. Năm sau, ông được đề cử Giải Oscar cho Nam diễn viên xuất sắc nhất trong The Defiant Ones (1958) cùng với Sidney Poitier (người cũng được đề cử trong cùng hạng mục). Sau đó, Curtis đã đưa ra thứ có thể được gọi là màn trình diễn hay nhất của ông: ba vai trò liên quan đến nhau trong bộ phim hài Some Like It Hot (1959). Thomson gọi nó là một "bộ phim thái quá", và một cuộc khảo sát Viện phim Mỹ đã bình chọn đây là bộ phim hài hước nhất của Mỹ từng được thực hiện. Phim do Jack Lemmon và Marilyn Monroe đóng chính, do Billy Wilder làm đạo diễn. Tiếp theo là Blake Edwards’s Operation Petticoat (1959) với Cary Grant. Cả hai đều là những bộ phim hài ngất ngây, và hiển thị thời gian truyện tranh hoàn hảo của ông. Ông thường hợp tác với Edwards trong các bộ phim sau này. Năm 1960, Curtis đóng vai phụ trong Spartacus, mà trở thành một hit lớn cho ông.
Sự nghiệp ngôi sao và sự nghiệp điện ảnh của ông đã giảm đáng kể sau năm 1960. Phần kịch tính quan trọng nhất của ông đến vào năm 1968 khi ông tham gia bộ phim truyền hình có thật The Boston Strangler, mà một số người coi vai diễn điện ảnh lớn cuối cùng của ông. Phần củng cố danh tiếng của ông như một diễn viên nghiêm túc với vai diễn lạnh lùng của ông về kẻ giết người hàng loạt Albert DeSalvo.
Sau đó ông cùng đóng vai chính với Roger Moore trong phim truyền hình ITC The Persuaders!, với Curtis đóng vai triệu phú người Mỹ Danny Wilde. Bộ phim đã phát hành hai mươi bốn tập.
Curtis là cha của các nữ diễn viên Jamie Lee Curtis và Kelly Curtis với người vợ đầu tiên của ông, nữ diễn viên Janet Leigh.

## Thời trẻ
Tony Curtis có tên lúc sinh là Bernard Schwartz sinh ngày vào ngày 3 tháng 6 năm 1925, tại Bệnh viện Đại lộ Hoa trên Phố 105 ở Manhattan, Thành phố New York, người con trai đầu tiên trong số ba cậu bé được sinh ra bởi Helen (nhũ danh Klein) và Emanuel Schwartz. Các cuốn tiểu sử đã tuyên truyền một quan niệm sai lầm rằng ông sinh ra ở Bronx, có thể là do gia đình chuyển đi khi ông còn rất nhỏ, nhưng ông đã thẳng thắn sửa chữa điều này trong một cuộc phỏng vấn trên truyền hình. Cha mẹ ông là Do Thái người di cư từ Tiệp Khắc và Hungary: cha ông sinh ra tại Ópályi, gần Mátészalka và mẹ ông là là một người quê ở Nagymihály (nay là Michalovce, Slovakia); sau đó bà nói rằng bà đến Hoa Kỳ từ Válykó (nay là Vaľkovo, Slovakia). Ông không học tiếng Anh cho đến năm hoặc sáu tuổi, trì hoãn việc học. Cha ông là một thợ may và gia đình sống ở phía sau cửa hàng. Bố mẹ ông ở một góc và Curtis cùng anh em Julius và Robert ở một góc khác. Mẹ ông từng xuất hiện với tư cách là người tham gia chương trình truyền hình You Bet Your Life, dẫn chương trình bởi Groucho Marx. Curtis nói: "Khi tôi còn là một đứa trẻ, mẹ đánh tôi và rất hung dữ ." Mẹ ông sau đó được chẩn đoán mắc tâm thần phân liệt. Anh trai Robert là bệnh nhân điều trị khẩn cấp với cùng một bệnh tâm thần.